# さくらぼっち
「さくらぼっち」は、日本の音楽ユニット、コアラモード.の3枚目のシングル。

## 解説
遠距離恋愛で恋人に会えない少女の切ない気持ちを歌った曲。春の曲を作りたいと思った際に桜をイメージし、ふとした時に誰かに会いたい「ひとりぼっち」の気持ちを合わせて「さくらぼっち」に決定したという。

## 収録曲

### DISC1 CD
1. さくらぼっち
作詞・作曲：あんにゅ、編曲：小幡康裕
2. ありがとう、そしてさよなら
作詞・作曲：小幡康裕、編曲：小幡康裕
3. 幸せの証
作詞・作曲：あんにゅ、編曲：小幡康裕
4. 拝啓、5年後の私
作詞・作曲：小幡康裕、編曲：小幡康裕
愛知学院大学CMソング[2]。

### DISC2 DVD（初回限定）
1. さくらぼっち Music Video

## 収録アルバム
さくらぼっち
- COALAMODE. (#12)

拝啓、5年後の私
- COALAMODE.（#5）

## その他
2018年10月頃から、TikTokで公開された動画が話題となり、10月14日付のLINE MUSICの「BGM & 着うた TOP100」で3位に、10月14日22：00更新の）「ソング TOP 100」リアルタイムランキングでは最高5位にチャートインした。この人気を受け、コアラモード.自身がTikTokに公式アカウントを立ち上げ、生歌の動画を公開した。